# The Wash
The Wash – estuarium i zatoka na wschodnim wybrzeżu Anglii (Wielka Brytania), zasilane wodami rzek Witham, Welland, Nene oraz Great Ouse. Zbliżone kształtem do kwadratu. Jest jednym z największych spośród estuariów Wielkiej Brytanii.